# 廷斯吕德市镇
廷斯吕德市镇（瑞典語：Tingsryds kommun）是瑞典南部克鲁努贝里省的一个市镇。其治所位于廷斯吕德。